# Họ Hoa chuông
Họ Hoa chuông (danh pháp khoa học: Campanulaceae) là một họ thực vật trong bộ Cúc (Asterales), bao gồm khoảng 84 chi và 2.380 loài. Họ này chủ yếu là cây thân thảo hay cây bụi, ít thấy có cây gỗ nhỏ. Các loài thường có nhựa trắng như sữa, nhưng cũng có loài mà nhựa tiết ra trong suốt hay rất ít, như ở Jasione. Củ có ở vài chi, như Cyphia.
Họ này phân bổ rộng khắp thế giới nhưng tập trung chủ yếu ở Bắc bán cầu. Ở Nam bán cầu thì Nam Phi là khu vực có rất nhiều thành viên của họ này. Các loài trong họ này không có mặt tại khu vực Sahara, châu Nam Cực và miền bắc Greenland.
Phần lớn các hệ thống phân loại hiện nay đều gộp họ Bán biên liên (Lobeliaceae) vào trong họ này.

## Hình thái học
Phần lớn là cây thân thảo lâu năm (đôi khi là dây leo, như ở Codonopsis), cũng có một lượng lớn cây một năm, như các loài Legousia. Isotoma hypocrateriformis là cây một năm thân mọng từ vùng đất khô thuộc Australia. Cũng có các loài là cây hai năm, như Campanula medium thược được trồng làm cây cảnh. Nhiều loài lâu năm mọc trong các kẽ đá, như Campanula fragilis (nam Italia) và Petromarula pinnata (Crete). Một số loài thuộc phân họ Lobelioideae cũng mọc trên đá, như loài lâu năm thân mọng kỳ dị Brighamia rockii ở Hawaii. Các loài miền núi nhiệt đới và trên đảo thường có dạng thân gỗ nhiều hay ít và có thể mang các lá dưới dạng các nơ lá dày dặc. Ngoài ra, khi không chia cành, kết quả có thể là kiểu phát triển tương tự như cây cọ hay dương xỉ cây, như ở các loài của chi Cyanea ở Hawaii, với loài cây cao nhất trong họ Campanulacece là Cyanea leptostegia có chiều cao tới 14 m. Lysipomia là thực vật nhỏ bé sinh sống trên núi cao thuộc dãy Andes, trong khi các loài Lobelia với các nơ lá khổng lồ (như Lobelia deckenii) là thành phần đặc trưng của thảm thực vật miền núi của các núi lửa vùng nhiệt đới châu Phi. Tại Himalaya, Campanula modesta và Cyananthus microphyllus còn sinh sống ở các độ cao lớn hơn, có lẽ là thiết lập kỷ lục về độ cao của họ này ở cao độ 4.800 m. Một trong số ít các loài sinh sống ven biển của họ Campanulaceae là Musschia aurea trên các vách đá ở Madeira. Một số loài sinh sống trong các nguồn nước ngọt, và một số loài thậm chí còn sống ngầm dưới nước. Các ví dụ là Lobelia dortmanna, một loài thực vật thủy sinh dạng thủy phỉ phổ biến trong các hồ thiếu dinh dưỡng trong khu vực taiga, và Howellia aquatilis, một loài thực vật dạng Elodea mọc trong các ao hồ ở tây nam Bắc Mỹ.
Các loài trong họ thường có lá mọc so le, ít khi mọc đối (như ở Codonopsis) hay mọc vòng (Ostrowskia). Chúng là dạng lá đơn (trừ một vài ngoại lệ, như ở Petromarula), nguyên (chia lặp lại ở Cyanea) thường với mép lá hơi có khía răng cưa, không có lá kèm. Cụm hoa đa dạng, nhưng thường là chùm hoa. Ở Jasione cụm hoa dày dặc và tương tự như dạng hoa đầu ở họ Asteraceae. Hoa lưỡng tính (đơn tính khác gốc ở Dialypetalum), hình chuông hoặc hình sao (ở Campanuloideae) hoặc hình ống đối xứng hai bên (ở Lobelioideae), bao gồm 3-8 cánh hoa hợp thành một tràng hoa hẹp hình ống với các thùy nhỏ tỏa rộng. Thông thường hoa có màu xanh lam, nhưng cũng có các sắc đỏ, hồng, tía, cam, vàng, trắng hay lục. Tràng hoa có thể hẹp tới 1 mm ở một số loài Wahlenbergia. Ngược lại, nó đạt tới chiều rộng 15 cm ở một số loài Ostrowskia. Nhị bằng về số lượng và mọc so le với các cánh hoa. Các bao phấn có thể hợp thành một ống, như ở tất cả các loài của Lobelioideae và một số loài của Campanuloideae (như Symphyandra). Số lá noãn thường là 2, 3 hay 5 (8 ở Ostrowskia),và tương ứng với số lượng thùy đầu nhụy. Vòi nhụy tham gia vào sự "phô bày" phấn hoa theo các cách khác nhau, giống như ở một vài họ khác của bộ Asterales. Ở Lobelioideae, khi ở dạng chồi thì phấn hoa đã được giải phóng vào ống do các bao phấn tạo thành. Khi hoa nở nó được đẩy lên trên bởi vòi nhụy thuôn dài và "phô bày" cho các sinh vật thụ phấn viếng thăm ở đỉnh của ống, một cơ chế được mô tả như là bơm phấn hoa. Vòi nhụy cuối cùng thò ra từ trong lòng ống bao phấn, và trở thành nơi tiếp nhận phấn hoa. Ở Campanuloideae, thay vì thế thì phấn hoa được đóng gói giữa các lông tơ trên vòi nhụy, được giải phóng dần dần khi các lông tơ này được cho vào bao. Sau đó, các thùy đầu nhụy mở ra và trở thành nơi tiếp nhận phấn hoa. Ong và chim (cụ thể là chim ruồi và hút mật Hawaii (Carduelinae)) có lẽ là các loài thụ phấn phổ biến nhất của họ Campanulaceae. Một vài trường hợp thụ phấn nhờ dơi cũng được biết đến, cụ thể như ở chi Burmeistera. Các chi Brighamia và Hippobroma có hoa màu trắng hay nhạt màu với tràng hoa hình ống dài, được các loài bướm Sphingidae thụ phấn. Thụ phấn nhờ thằn lằn được ghi nhận ở Musschia aurea và Nesocodon mauritianus. Bầu nhụy thường là hạ, nhưng ở một số loài là bán hạ. Rất ít loài là thượng hoàn toàn (như Cyananthus). Ở Campanumoea javanica thì đài hoa và tràng hoa tách khỏi bầu nhụy ở các mức khác nhau.
Quả mọng là phổ biến ở Lobelioideae (Burmeistera, Clermontia, Centropogon, Cyanea v.v..), nhưng là hiếm ở Campanuloideae (với Canarina là một trong số ít ngoại lệ). Quả nang với các phương thức nứt ra khác nhau là loại quả phổ biến trong phần còn lại của họ. Hạt chủ yếu là nhỏ (<2 mm) và nhiều về lượng.

## Hóa thạch
Sự xuất hiện sớm nhất đã biết của phấn hoa Campanulaceae là từ [[địa tầng Oligocen. Các hóa thạch lớn sớm nhất của Campanulaceae là các hạt của †Campanula paleopyramidalis có niên đại khoảng 16-17 triệu năm trước trong các trầm tích Miocen ở Nowy Sacz, Karpat, Ba Lan. Nó là họ hàng gần của loài còn sinh tồn là Campanula pyramidalis.

## Hợp chất
Các thành viên của phân họ Lobelioideae chứa ancaloit lobelin. Cacbohydrat lưu trữ chủ yếu của Campanulaceae là inulin, một polyfructan cũng có trong họ Asteraceae có quan hệ họ hàng gần.

## Phân loại
Theo APG II và APG III, họ này được chia thành 5 phân họ như sau:
- Campanuloideae: 50 chi với 1.050 loài, bao gồm cả các họ cũ như Cyananthaceae, Jasionaceae. Chủ yếu là cây lâu năm với các chi Campanula (420 loài, nghĩa rộng 600 loài, riêng Thổ Nhĩ Kỳ là 100 loài), Wahlenbergia (260 loài), Adenophora (65 loài), Codonopsis (60 loài). Đặc biệt phổ biến tại Bắc bán cầu của Cựu thế giới, rất ít tại khu vực Australia-New Zealand. Phân họ này chia ra thành 3 tông như sau:
  - Cyanantheae: 10 chi, 60 loài.
  - Wahlenbergieae: 1 chi, 260 loài.
  - Campanuleae:
- Cyphioideae: Là họ cũ Cyphiaceae với 1 chi (Cyphia) và 65 loài cây thân thảo lâu năm với rễ củ, ở miền nam châu Phi.
- Cyphocarpoideae: là họ cũ Cyphocarpaceae với 1 chi (Cyphocarpus) và 3 loài ở Chile, câu một năm hay lâu năm có lá xẻ thùy sâu, quả bị nứt dọc theo bên.
- Lobelioideae: 29 chi với 1.200 loài, bao gồm các họ Lobeliaceae và Dortmannaceae cũ. Chủ yếu là cây lâu năm, dạng cây thân thảo tới cây gỗ nhỏ với các chi Lobelia (trên 400 loài), Siphocalymus (trên 230 loài), Centropogon (215 loài), Burmeistera (trên 100 loài), Cyanea (80 loài). Phân bổ rộng khắp, nhưng không có tại khu vực ven Bắc cực và Cận Đông, Trung Á, chủ yếu ở khu vực nhiệt đới, đặc biệt phổ biến ở Tân thế giới. Các dữ liệu phân tử cho thấy chi Lobelia là cực kỳ đa ngành (Knox & Muasya, 2001), và các loài to lớn trong chi này với vỏ thân cây dày có nguồn gốc từ tổ tiên thân thảo (Knox và ctv., 1993).
- Nemacladoideae: 1-3 chi với 25 loài, là họ cũ Nemacladaceae, chủ yếu là cây một năm, phân bố ở tây nam Hoa Kỳ và tây bắc và trung México.

Chi bị loại ra khỏi họ này để lập thành họ mới một chi là Pentaphragma với họ được tạo thành là Pentaphragmataceae (J. Agardh) hay Pentaphragmaceae chứa khoảng 30 loài, phân bố ở khu vực Đông Nam Á, Malesia.

### Các chi
- Phân họ Campanuloideae
  - Adenophora - Chi Sa sâm
  - Asyneuma (bao gồm cả Podanthum) - Mục căn thảo
  - Azorina
  - Berenice
  - Campanula: Chi Hoa chuông (bao gồm cả Annaea, Astrocodon, Brachycodon, Campanulastrum, Diosphaera, Gadellia, Hyssaria, Mzymtella, Neocodon, Popoviocodonia, Pseudocampanula, Rapuntia, Rapuntium?, Rotantha, Symphiandra, Symphyandra, Tracheliopsis) - Hoa chuông, hoa chuông lá tròn, phong linh thảo, cỏ tím
  - Canarina
  - Codonopsis: Chi Ngân đằng (bao gồm cả Campanumoea, Glosocomia (hay Glossocomia), Numaeacampa) - Ngân đằng, đảng sâm, sâm leo, đùi gà, rầy cáy, mần cáy, lầy cáy.
  - Craterocapsa
  - Cryptocodon
  - Cyananthus – Hoa chuông xanh, lam chung hoa
  - Cyclocodon - Luân chung
  - Cylindrocarpa
  - Echinocodon
  - Edraianthus (bao gồm cả Halacsyella, Hedraeanthus, Muehlbergella)
  - Favratia
  - Feeria
  - Fedorovia
  - × Fockeanthus
  - Githopsis
  - Gunillaea
  - Hanabusaya
  - Heterochaenia
  - Heterocodon: - Dị chung hoa
  - Homocodon: - Đồng chung
  - Jasione (cả Jasionella, Ovilla)
  - Legousia (cả Specularia)
  - Leptocodon?: – Tế chung hoa
  - Lightfootia
  - Merciera
  - Michauxia
  - Microcodon
  - Muehlbergella
  - Musschia
  - Namacodon
  - Nesocodon
  - Ostrowskia
  - Peracarpa: Chi Đại quả thảo
  - Petromarula
  - Physoplexis (cả Synotoma)
  - Phyteuma (cả Rapunculus)
  - Platycodon - Cát cánh; cát kiến; kết cánh
  - Prismatocarpus
  - Rhigiophyllum
  - Roella
  - Sachokiella
  - Sergia
  - Siphocodon
  - Theilera
  - Trachelium
  - Treichelia (cả Leptocodon?)
  - Trochocodon ?
  - Triodanis
  - Wahlenbergia: Chi Lan hoa sâm (bao gồm cả Cephalostigma, Cervicina, Schultesia) - lan hoa sâm
  - Zeugandra
- Phân họ Cyphioideae
  - Cyphia
- Phân họ Cyphocarpoideae
  - Cyphocarpus
- Phân họ Lobelioideae (Phân họ Lỗ bình)
  - Apetahia
  - Brighamia
  - Burmeistera
  - Centropogon
  - Clermontia
  - Cyanea (cả Kittelia, Rollandia)
  - Delissea
  - Dialypetalum
  - Diastatea
  - Dielsantha
  - Downingia (bao gồm cả Bolelia, Clintonia, Wittea)
  - Grammatotheca
  - Heterotoma (cả Myopsia)
  - Hippobroma: Chi Lỗ danh
  - Howellia
  - Isotoma
  - Laurentia
  - Legenere
  - Lobelia (bao gồm cả Calcaratolobelia, Enchysia, Haynaldia, Hypsela, Isolobus, Mezleria, Neowimmeria, Parastranthus, Pratia?, Rapuntium?, Trimeris, Tupa): – bán biên liên[7]
  - Lysipomia (bao gồm cả Dominella, Rhizocephalum)
  - Monopsis
  - Palmerella
  - Porterella
  - Pratia? (bao gồm cả Colensoa, Piddingtonia, Speirema): - Rau vảy ốc; đơn rau má; vảy ốc đỏ; nhã hoà; cỏ bi đen; đồng chuy ngọc đái thảo
  - Ruthiella (cả Phyllocharis)
  - Sclerotheca
  - Siphocampylus (cả Byrsanthes, Cremochilus)
  - Solenopsis
  - Trematolobelia (cả Trematocarpus): bán biên liên giả
  - Unigenes
  - Wimmerella
- Phân họ Nemacladoideae
  - Nemacladus (bao gồm cả Parishella)
  - Pseudonemacladus

### Chuyển đi
- Sphenoclea: Chi Cỏ phổng, Xà bông, cỏ phổng (bao gồm cả Gaertnera, Pongati, Pongatium, Rapinia) ? - Chi này hiện nay APG II (2003) và APG III (2009) chuyển sang họ Sphenocleaceae trong bộ Cà.